# Novi Ligure
Novi Ligure (IPA: /ˈnɔvi ˈliɡure/, Neuve in ligure e piemontese) è un comune italiano di 27 387 abitanti della provincia di Alessandria in Piemonte, terzo comune della stessa per popolazione dopo il capoluogo e Casale Monferrato.
Comune principale della regione del Novese, a cui dà il nome, e più in generale dell'Oltregiogo genovese, Novi è uno dei centri-zona della provincia di Alessandria in quanto sede dell'ospedale, del polo scolastico superiore e di altri servizi per i cittadini.
Già importante città della Repubblica di Genova, fu capoluogo dell'omonima provincia di Novi durante il Regno di Sardegna. Il suffisso "Ligure", venne aggiunto con il regio decreto dell'11 gennaio 1863, in seguito al passaggio in Piemonte avvenuto quattro anni prima a causa della Legge Rattazzi. La decisione fu presa per rimarcare il solido legame, ancora vivo oggi, con la Liguria e il suo capoluogo.
Nel corso della propria storia, in ragione della strategica collocazione geografica, divenne prima oggetto di contesa da parte di antichi stati italiani medievali e in seguito maggiore centro della Repubblica di Genova nella regione storica dell'Oltregiogo, quale crocevia dei traffici commerciali e monetari tra il Genovesato e la Pianura Padana.
Oggi è un'attiva realtà commerciale e industriale che basa la propria economia sulla produzione vinicola, in particolare del Cortese di Gavi DOCG, sull'industria siderurgica e su un polo dolciario che vanta importanti marchi come Novi-Elah Dufour, Pernigotti, Campari e Saiwa.

## Geografia fisica

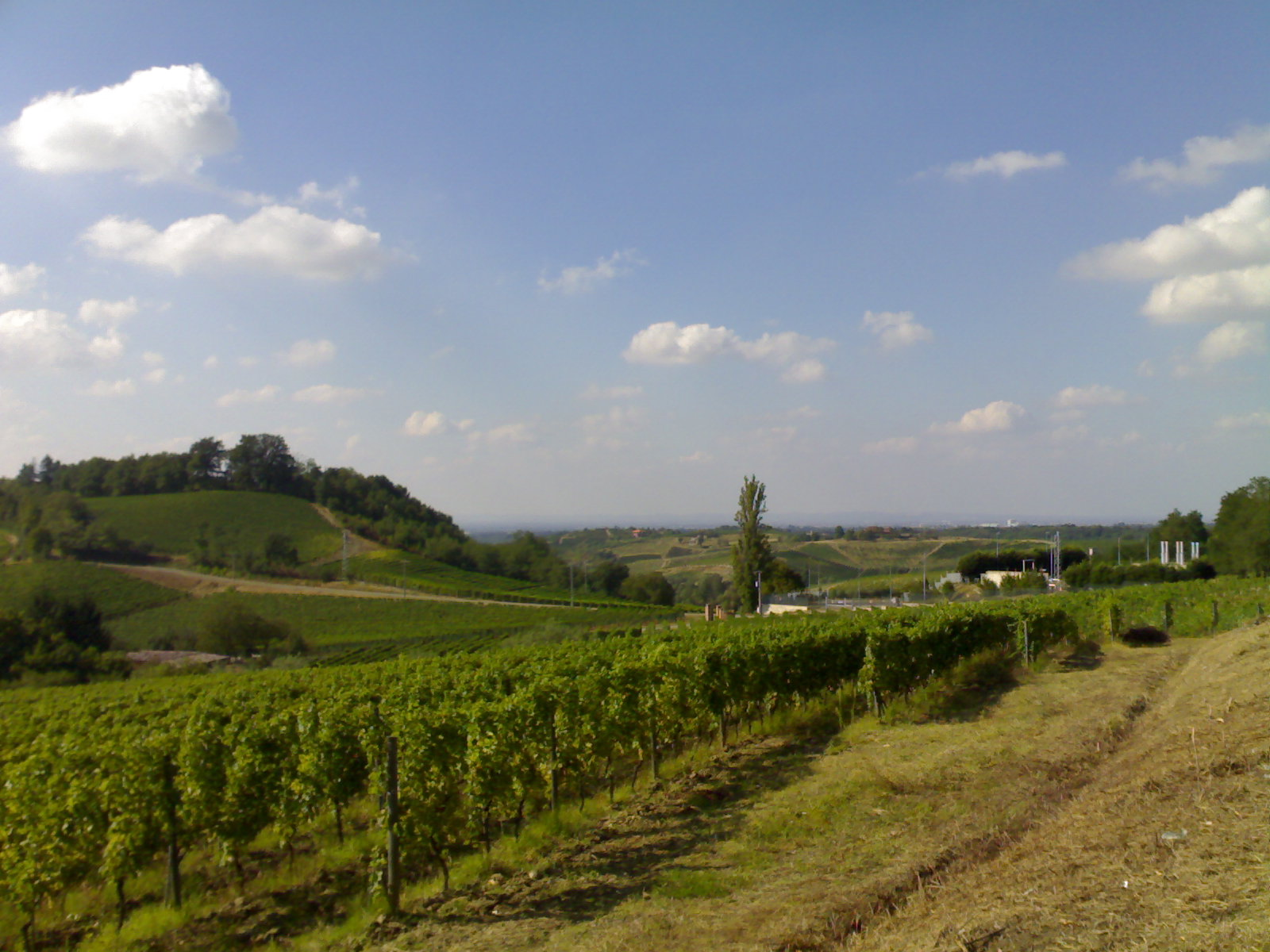
La campagna e i filari di vite tra Novi e Gavi.

### Territorio
Novi Ligure sorge nella zona sud-orientale dell’Alto Monferrato, territorio definito storicamente anche come Oltregiogo. Questo termine era ed è utilizzato dai genovesi per definire le aree immediatamente a nord dell’Appennino che sovrasta il capoluogo ligure. Più generalmente, la città è collocata nel Basso Piemonte, non lontano dal confine con la Liguria.
L'abitato è situato sulle estreme pendici settentrionali dell'Appennino Ligure, che qui si addolcisce in colline ondulate, per la maggior parte coltivate a vite e per la restante boscose. Difatti il territorio comunale è caratterizzato dalla compresenza dei rilievi collinari, subito retrostanti il centro storico e i quartieri a questo adiacenti, e dalla piana alluvionale che digrada verso il fiume Scrivia.
Novi dista, misurando dai confini cittadini:
- 13 km dal confine con la Liguria a sud;
- 24 km da Alessandria, a nord ovest;
- 45 km da Genova, a sud;
- 130 km da Torino, a nord.

### Clima
La presenza della pianura antistante e la vicinanza dell'Appennino ligure determinano un clima temperato ad estate calda, con frequenti giornate di vento e occasionali nevicate nei mesi più rigidi. La temperatura media del mese più freddo (gennaio) è di +1,7 °C, mentre quella del mese più caldo (luglio) è di +23,8 °C.
La tabella sottostante riporta i valori medi di temperatura che si registrano in città nel corso dell'anno: 
| Novi Ligure        | Mesi | Mesi | Mesi | Mesi | Mesi | Mesi | Mesi | Mesi | Mesi | Mesi | Mesi | Mesi | Stagioni | Stagioni | Stagioni | Stagioni | Anno |
| Novi Ligure        | Gen  | Feb  | Mar  | Apr  | Mag  | Giu  | Lug  | Ago  | Set  | Ott  | Nov  | Dic  | Inv      | Pri      | Est      | Aut      | Anno |
| ------------------ | ---- | ---- | ---- | ---- | ---- | ---- | ---- | ---- | ---- | ---- | ---- | ---- | -------- | -------- | -------- | -------- | ---- |
| T. max. media (°C) | 4,5  | 7,1  | 12,2 | 17,0 | 22,3 | 26,1 | 29,1 | 27,9 | 23,5 | 16,2 | 10,2 | 6,3  | 6,0      | 17,2     | 27,7     | 16,6     | 16,9 |
| T. min. media (°C) | −1,1 | 0,1  | 4,2  | 8,3  | 12,3 | 16,2 | 18,4 | 17,9 | 14,7 | 9,2  | 5,0  | 1,0  | 0,0      | 8,3      | 17,5     | 9,6      | 8,9  |

## Storia
(Charles de Brosses, Le président de Brosses en Italie. Lettres familières écrites d'Italie en 1739 et 1740 - 1739)

### Le origini e i primi secoli

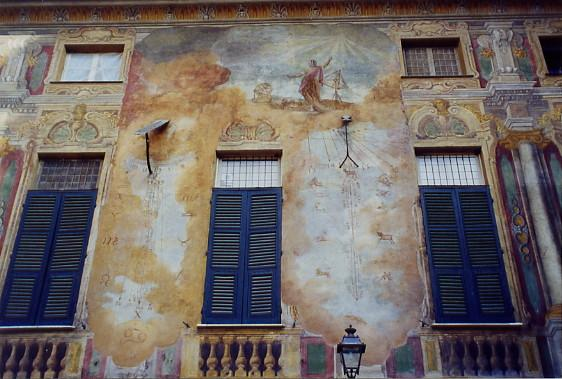
Le meridiane di Palazzo Negroni, realizzate durante il periodo della Repubblica Ligure.

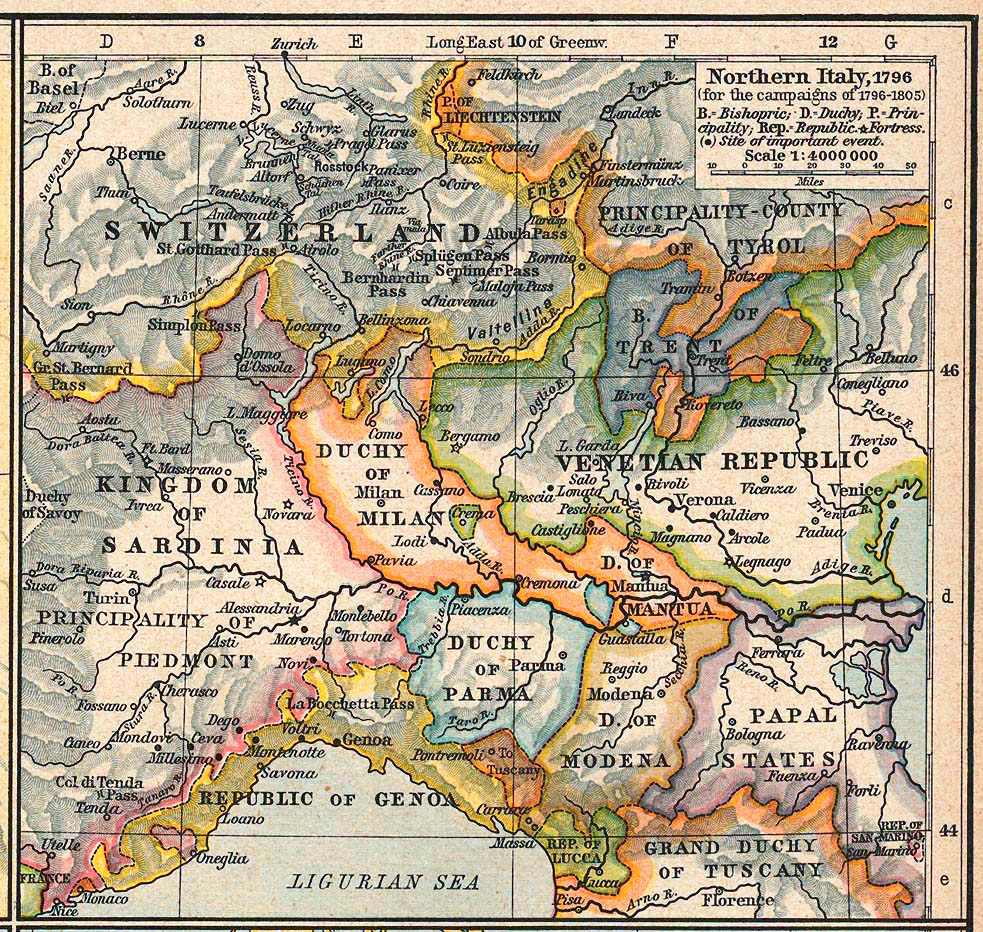
Novi riportata in una mappa del 1796.

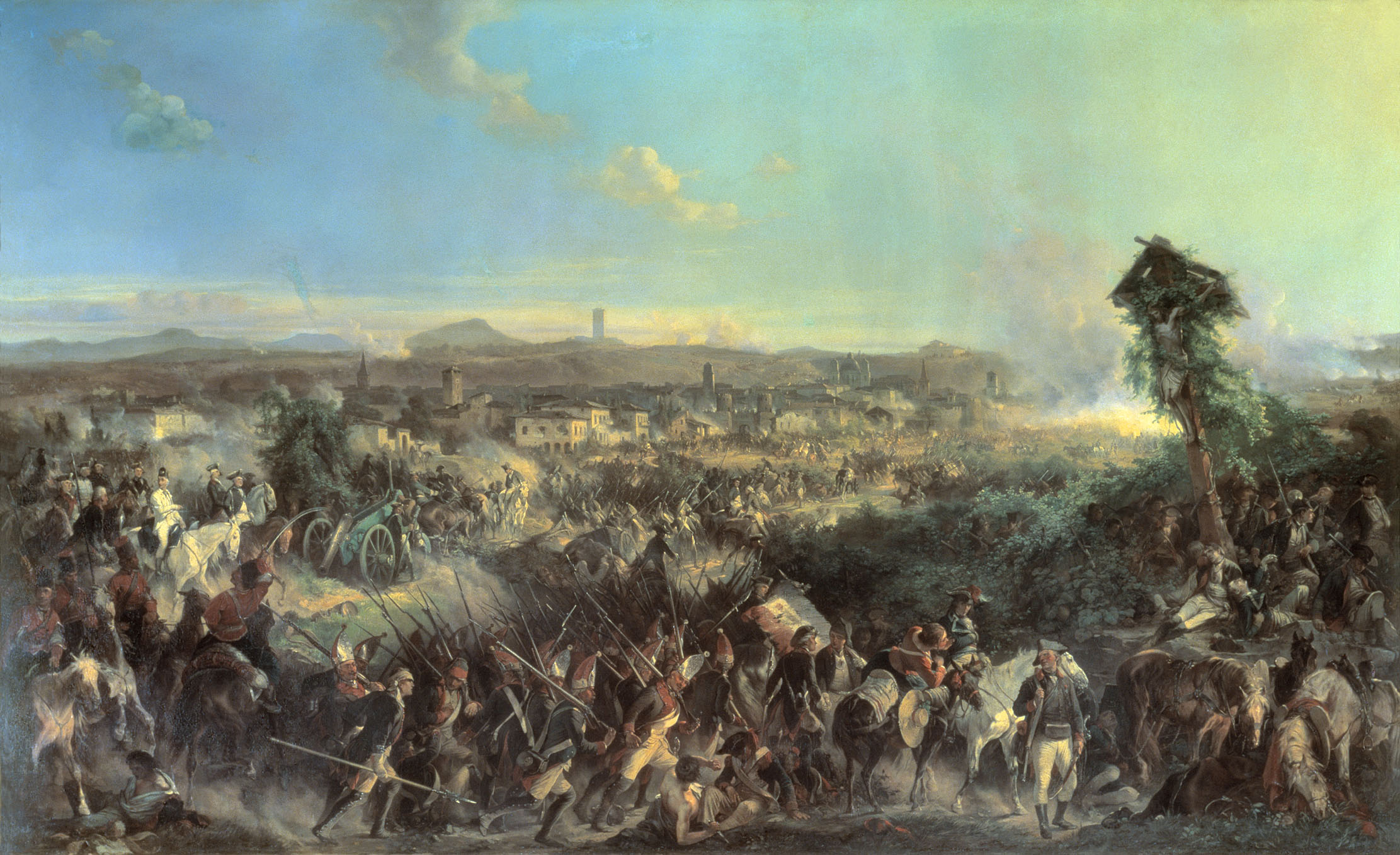
La battaglia di Novi, quadro di Alexander Kotzebue (1815-1889).

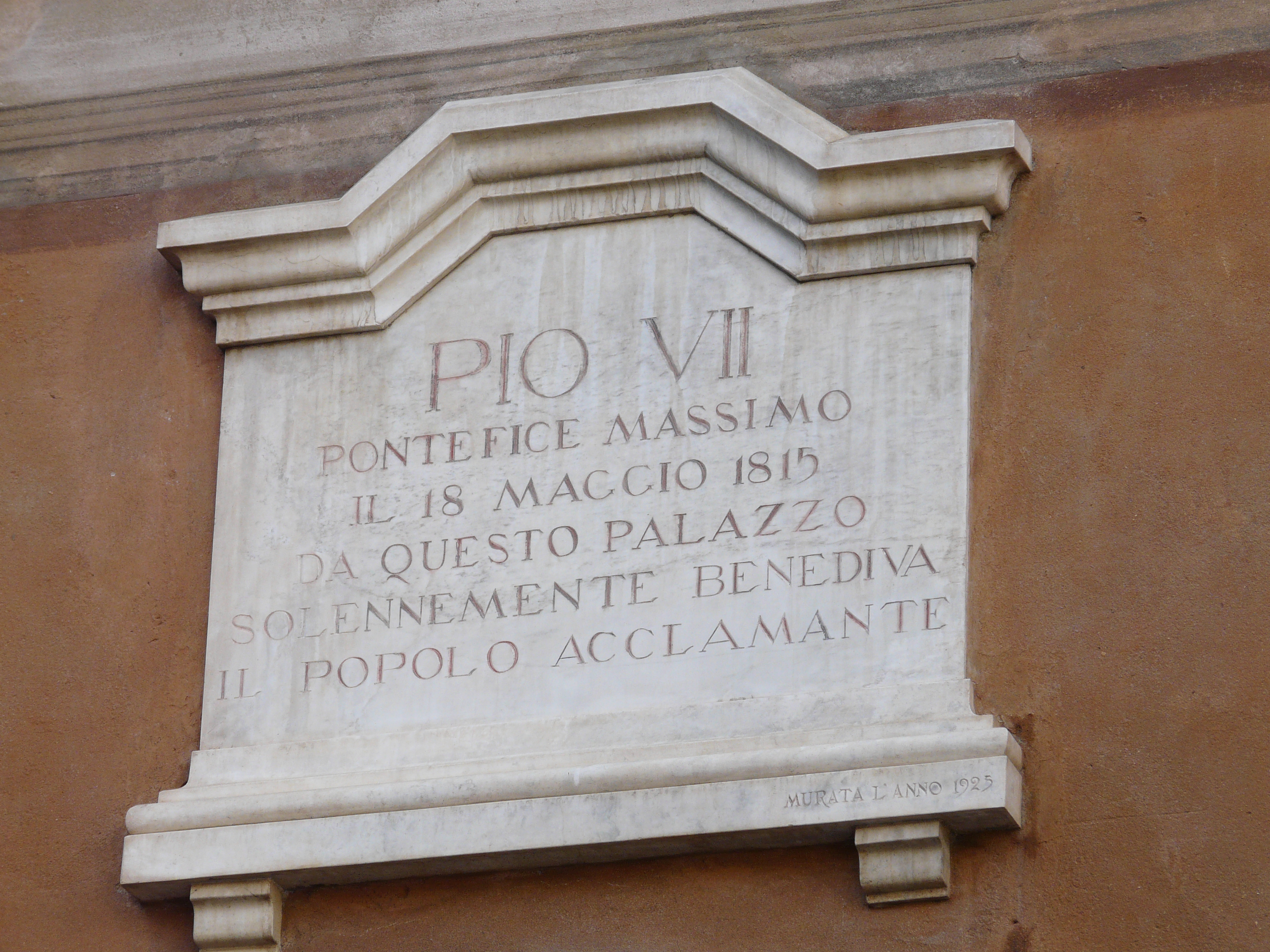
La lapide commemorativa che ricorda la visita del sommo pontefice Pio VII, avvenuta nel 1815.

Nota come Curtis Nova, probabilmente costituita da una comunità rurale non riunita in un borgo, raccogliendo parte della popolazione della vicina città romana di Libarna, dopo l'abbandono di quest'ultima poco prima del disfacimento dell'Impero romano d'Occidente.
Inizialmente parte della Marca Obertenga, fu donata nel 969 da Ottone I al monastero di San Salvatore di Pavia e divenne castello a cavallo dell'anno Mille.
Libero comune nei primi decenni del XII secolo, si mantenne in precario equilibrio tra le città di Tortona e Pavia, in lotta tra loro, e Genova, alleata dei pavesi. Entrata nell'orbita tortonese, restò soggetta a questa città anche dopo la pace di Costanza (1183).

### Tra i Marchesi del Monferrato e i Signori di Milano
Ceduta al marchese del Monferrato per un breve periodo (1223-1232), tornò nuovamente a Tortona fino al 1264 per poi passare sotto il dominio di Guglielmo VII Lungaspada. Oggetto di contesa tra il Monferrato e i signori di Milano, fu assediata dalle forze viscontee nel 1320 e conquistata da Giovanni Visconti nel 1353, che nel frattempo aveva anche assunto la signoria di Genova.
Parte del Marchesato del Monferrato nei periodi 1164-1192, 1223-1232, 1264-1281, 1283-1347, 1355, 1358-1380, che ne resse le sorti complessivamente per poco meno di un secolo e mezzo di storia.
Donata a Genova nel 1392, fu occupata da Facino Cane nel 1409 che la tenne fino alla morte (1412). Tornata nell'orbita milanese, fu infeudata alla famiglia genovese dei Fregoso.

### L'epoca genovese (1447-1797)
Nel 1447 la comunità di Novi decise di sottrarsi alla sfera milanese, dopo la morte del duca Filippo Maria Visconti e si diede a Genova con la sottoscrizione di una convenzione, che non fu mai completamente operativa, in seguito all'avvento degli Sforza.
Passata sotto il dominio francese dopo la disfatta di Ludovico il Moro, restò sotto il dominio feudale dei Fregoso, fino all'avvento a Genova di Andrea Doria. La Repubblica di Genova, infatti, abbandonato l'alleato francese e rivolte le proprie attenzioni verso l'imperatore Carlo V, in cambio dell'indipendenza, provvide a ampliare il proprio entroterra conquistandola nel 1529.
Da quel momento, Novi passò sotto il dominio diretto di Genova (diventando la città più importante del territorio chiamato Oltregiogo) e vi rimase fino alla fine della Repubblica di Genova (avvenuta nel 1797 e, dopo una breve restaurazione l'anno prima, nel 1815) prima e della Repubblica Ligure (nell'anno 1805) poi, se si esclude l'occupazione austro-piemontese durante la guerra di successione austriaca (1745-49), momento nel quale Novi ottenne il titolo onorifico di città. Fu dunque parte della Repubblica di Genova negli anni che vanno dal 1392 al 1412, dal 1447 al 1745, dal 1749 al 1797 e dal maggio 1814 al gennaio 1815.

### Le battaglie di Novi e l'ingresso nel Regno di Sardegna
Nel 1799, all'epoca della Repubblica Ligure di cui fu parte dal 1797 al 1805, Novi fu teatro di un'aspra battaglia, sostenuta tra i corsi del Lemme e dello Scrivia e combattuta fra gli austro-russi guidati dai generali Melas e Suvorov e i francesi comandati dal generale Joubert (che trovò la morte nelle fasi iniziali dello scontro, lasciando il comando nelle mani di Moreau). In seguito alla sconfitta i francesi furono costretti a ripiegare su Genova. Nei mesi seguenti, in seguito ad un'offensiva progettata dal generale Championnet, Novi fu ripresa dalle forze francesi e ospitò nuovamente gli scontri tra i due eserciti il 24 ottobre ed il 6 novembre dello stesso anno.
Entrò quindi a far parte del Primo Impero francese, compresa nel territorio del Dipartimento di Genova, di cui fu parte dal 1805 al 1815, anno in cui, conseguentemente agli accordi del Congresso di Vienna, il dipartimento venne abolito e la città annessa al Regno di Sardegna e inclusa nella nuova Divisione di Genova. Capoluogo di provincia dal 1818, dopo la promulgazione del Decreto Rattazzi nel 1859 assunse il nome di "Novi Ligure", sia per sottolineare un importante periodo storico della città, sia per evidenziare l'opinione contraria creatasi in seguito alla riforma amministrativa voluta dal primo ministro Rattazzi, che soppresse la provincia nel 1859, incorporandola in quella istituenda di Alessandria e quindi di conseguenza al futuro Piemonte.

### Dall'unità d'Italia alla seconda guerra mondiale

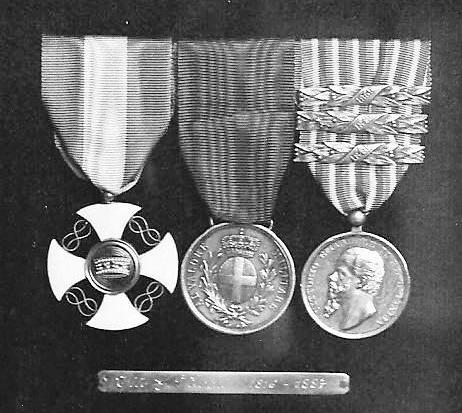
Medagliere di Tito Giuseppe Viazzi eroe del Risorgimento

La seconda metà dell'Ottocento si rivelò essere per la città un periodo di forte espansione, grazie all'arrivo della ferrovia Torino-Genova (1850). La strategica posizione geografica, unita alla disponibilità di ampi spazi, manovalanza (garantita dall'inurbamento degli abitanti delle campagne e delle valli circostanti) e alle nuove infrastrutture (che garantivano il rapido trasferimento delle merci prodotte) favorì il sorgere di nuove industrie. Tra queste degne di nota fu la "Carbonifera" del novese Edilio Raggio, che sul finire del XIX secolo produceva le mattonelle di carbone per la trazione delle locomotive. Fu proprio l'aumento dei traffici reciproci tra Novi e il porto di Genova uno dei motivi della realizzazione, nel 1889, del "secondo valico" appenninico (noto anche come 'Linea succursale dei Giovi'). L'ormai forte vocazione industriale fu ulteriormente accresciuta dall'insediamento, avvenuto nel 1900 della "Ferriera di Novi Ligure", una grande acciaieria posta alla periferia dell'abitato, in prossimità del parco ferroviario di San Bovo. Il lasso di tempo che va dalla prima guerra mondiale alla seconda fu caratterizzato da un rallentamento dello sviluppo; in particolare, fu la seconda guerra mondiale a lasciare le ferite più pesanti in città. Già all'inizio della guerra, il 13 giugno 1940 la Francia aveva mandato in città, a causa delle sue infrastrutture ferroviarie strategiche, i suoi bombardieri Lioré-et-Olivier LeO 451. Ma la vera tragedia accadde 4 anni dopo. Il terribile bombardamento dell'8 luglio 1944 causò oltre cento vittime e parecchie centinaia di feriti, riducendo in macerie molti edifici. Una lapide ricorda il terribile evento. Il periodo successivo all'armistizio fu caratterizzato dall'azione di formazioni partigiane (quali la Divisione Pinan Cichero) contrapposte a quelle nazi-fasciste. Per quanto riguarda le sorti belliche di Novi vanno ricordate anche la battaglia di Pertuso e la precedente strage della Benedicta.
Al referendum istituzionale del 1946, i novesi votarono in maggioranza schiacciante per la Repubblica col 69,7% e solo il 30,2% votò per mantenere la monarchia.

### Simboli

#### Stemma comunale
Descrizione araldica dello stemma:
(Tratto dallo Statuto comunale)
Lo stemma comunale prende spunto dallo stemma di Genova.

#### Gonfalone
Il gonfalone civico è stato concesso con D.P.R. dell'11 gennaio 1952, si tratta di un «drappo partito di bianco e di rosso».

#### Bandiera

La bandiera di Novi Ligure

La bandiera della città è costituita da una croce rossa su campo bianco (sul modello della croce di San Giorgio, bandiera di Genova), al cui centro insiste una croce greca di colore bianco. È possibile osservare tale stendardo sventolare in piazza Repubblica, insieme a quelle dell'Italia, dell'Unione europea e della Regione Piemonte.

### Onorificenze
Titolo di Città, conferitole nel 1746 da Carlo Emanuele III di Savoia, durante il breve periodo di occupazione sabauda incorso nell'instabile momento storico della guerra di successione austriaca. Successivamente alla pace di Aquisgrana (18 ottobre 1748), ristabilita l'appartenenza alla Repubblica di Genova, il doge Cesare Cattaneo Della Volta confermò alla comunità di Novi tale titolo onorifico.

## Monumenti e luoghi d'interesse

### Architetture civili

#### Centro storico
(Joseph-Jérôme Lefrançais de Lalande, "Voyage d'un Français en Italie, fait dans les années 1765 et 1766" - 1765)

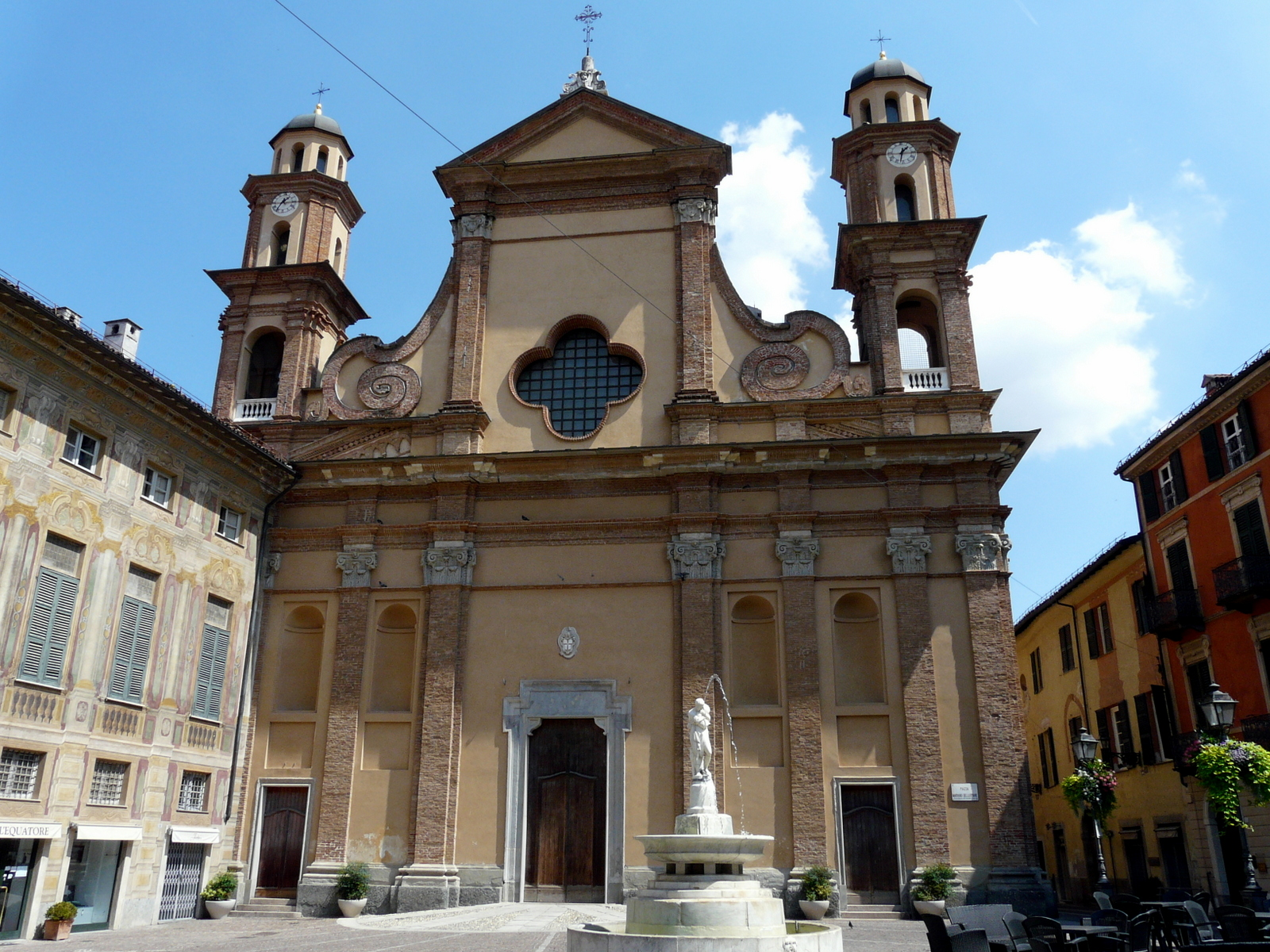
Chiesa Collegiata di Santa Maria Maggiore, massimo esempio della Novi barocca.

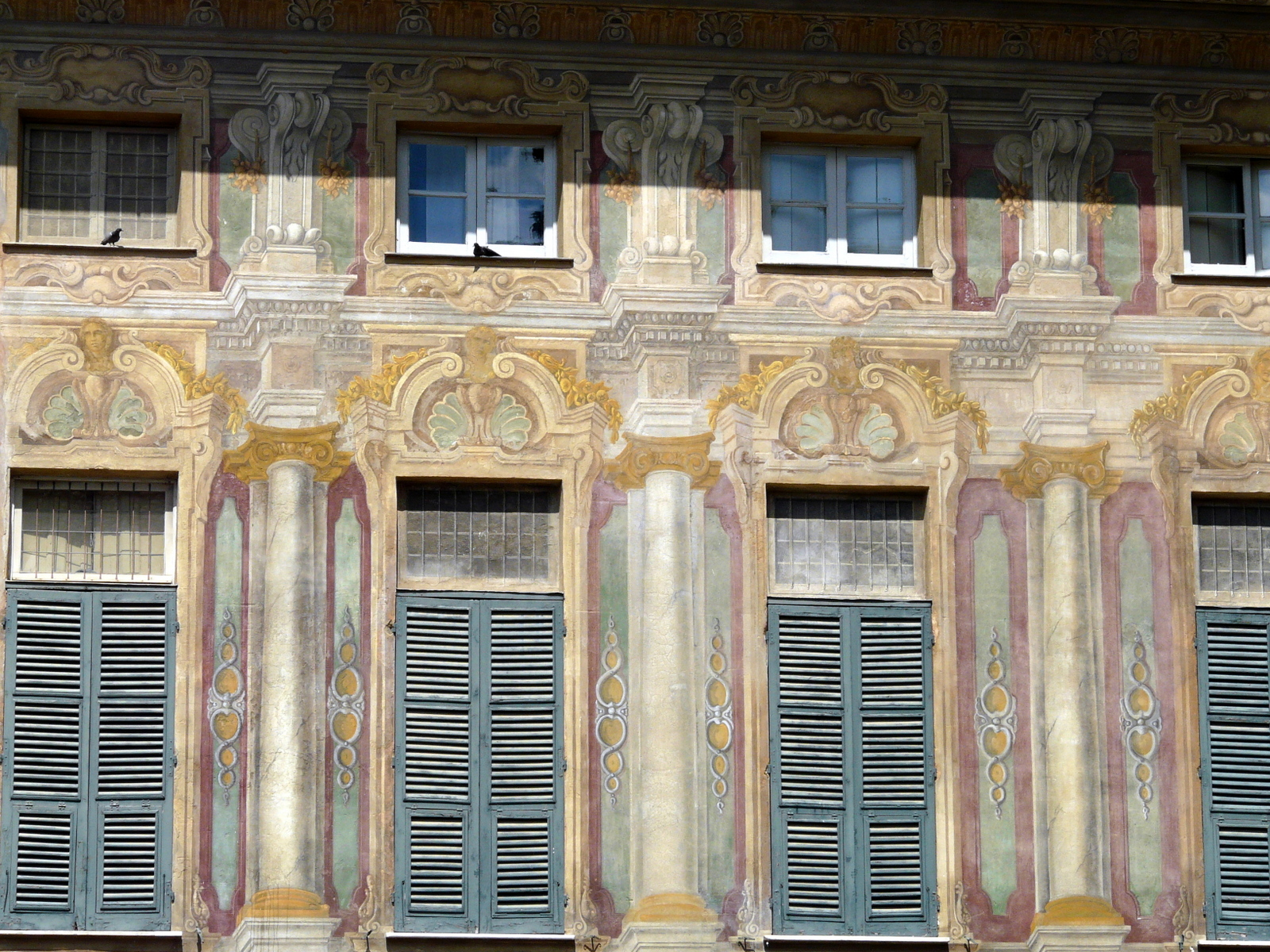
Dettaglio di Palazzo Negrone

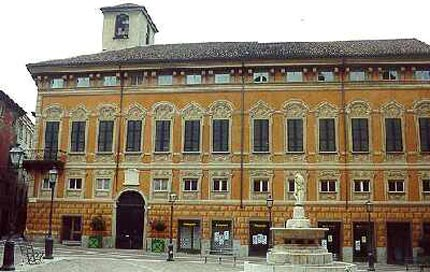
Palazzo Cambiaso - Negrotto (oggi Dellepiane), sede del Comune di Novi Ligure.

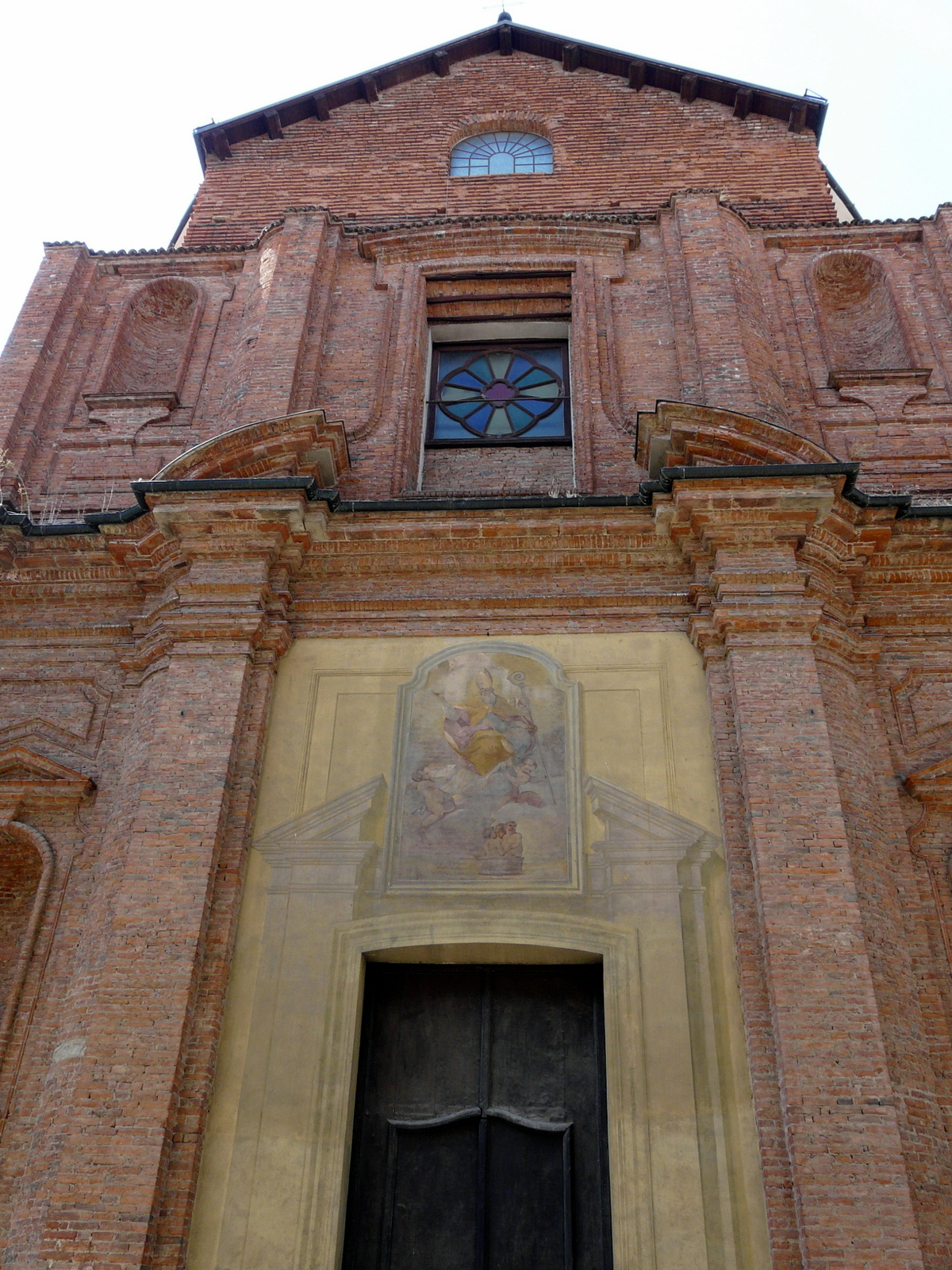
Chiesa di San Nicolò.

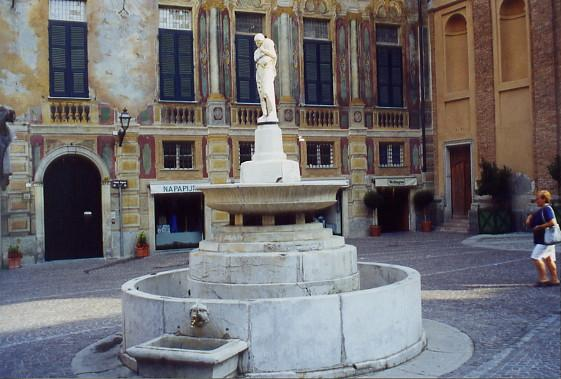
La fontana del Sale in piazza Dellepiane.

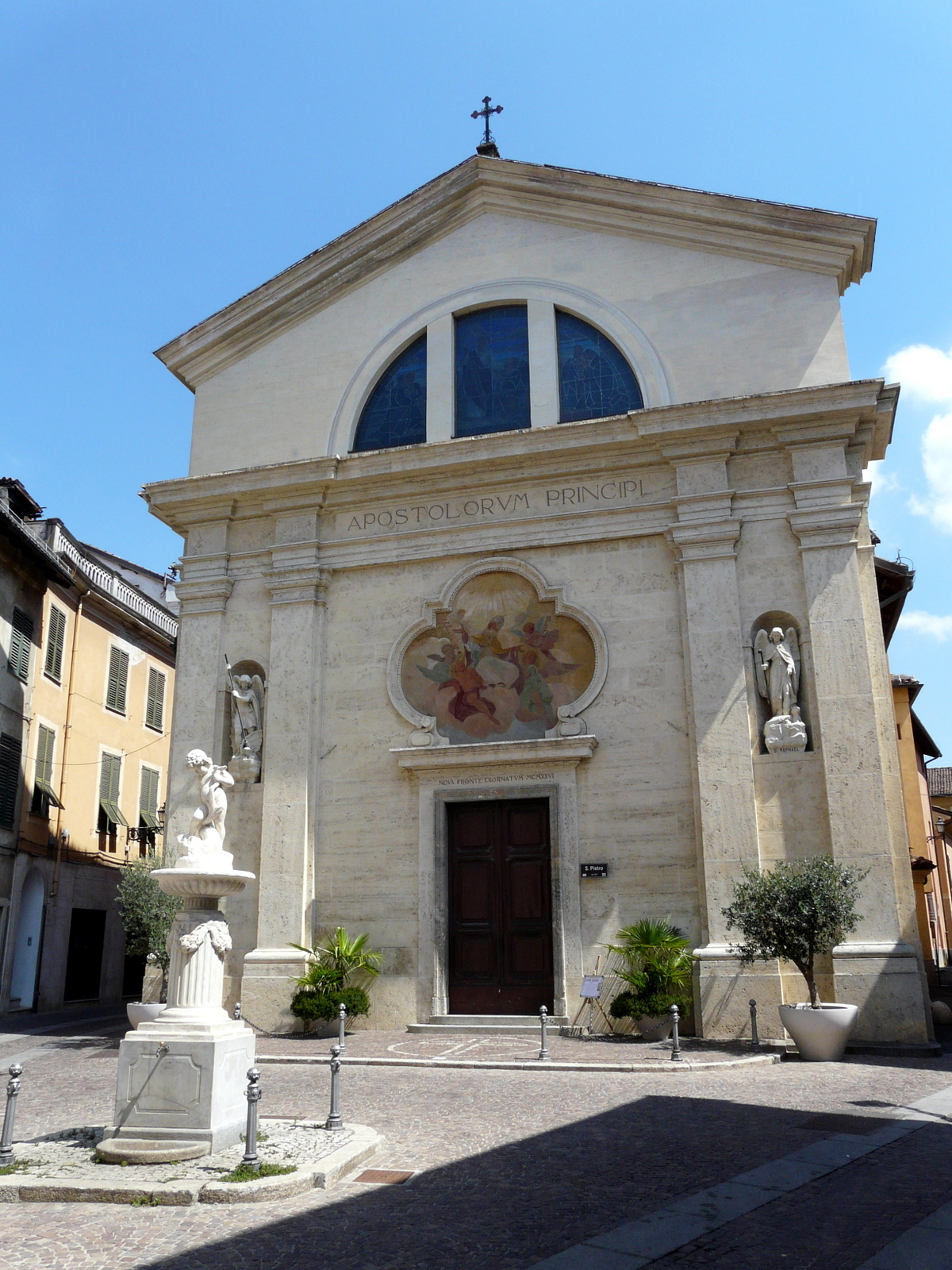
Chiesa di San Pietro.

Centro di villeggiatura delle ricche famiglie genovesi nel XVII e XVIII secolo, il centro storico della città si caratterizza per la presenza di numerosi palazzi nobiliari, molti dei quali dalla facciata dipinta. Di rilievo è pure Palazzo Negroni, ricco di decorazioni dello stesso secolo e dotato di due meridiane, una delle quali basata sul calendario rivoluzionario francese. Conserva sul lato del cortile notevoli tracce della decorazione originaria seicentesca. La più importante piazza del centro storico è detta Delle Piane, dal nome della storica famiglia nobiliare genovese, sulla quale si affacciano, oltre all'omonimo Palazzo Delle Piane, la chiesa Collegiata e Palazzo Negroni.

#### Ville
La Villa della Marchesa è una villa della seconda metà del XVIII secolo dichiarata monumento nazionale,
La Marchesa, il nome con cui dal 1700 la tenuta è citata nelle visite pastorali e nei testamenti.

### Architetture religiose

#### Collegiata di Santa Maria Assunta
La collegiata di Santa Maria Assunta, nota anche con il titolo di Santa Maria Maggiore, fu ricostruita in epoca barocca, ma le sue origini affondano forse all'epoca paleocristiana. 

#### Chiesa di Santa Maria Maddalena
Nell'oratorio di Santa Maria Maddalena si conserva un imponente Calvario composto da 21 statue lignee e da due cavalli a grandezza naturale, opera di intagliatore ignoto nonché un Compianto sul Cristo costituito da 8 figure in terracotta, entrambi risalenti alla seconda metà del Cinquecento.

#### Cimitero comunale
Nel cimitero cittadino si trovano due pregevoli opere dello scultore genovese Lorenzo Orengo, tomba Daglio e tomba Denegri.

#### Pieve di Santa Maria
La pieve di Santa Maria è il più antico edificio religioso della città (XII secolo). Situata in posizione decentrata lungo la strada per Cassano (un tempo era infatti una chiesa campestre), ha pianta a tre navate e absidi originali. All'interno, un affresco datato 1474, dipinto da Manfredino Boxilio, raffigura l'allora signora di Novi, Oriana di Campofregoso e alcuni santi (Sant'Anna, San Giovanni e Santa Margherita).

### Architetture militari

#### La caserma Giorgi
A Novi si trova anche l'ex caserma Giorgi, sede della Polizia Municipale, della Guardia Di Finanza, della sezione locale della Protezione Civile e di varie associazioni a scopo musicale, culturale, di ritrovo e benefico.
La caserma si compone di quattro palazzine disposte a formare un quadrato. All'interno si possono ancora vedere le pompe di carburante, usate dal 157º Reggimento Fanteria Motorizzata "Cremona" durante la sua permanenza nella caserma.

#### Castello e mura
Novi conserva ancora un breve tratto delle mura cittadine, erette nel 1447, demolite nel 1825 e la torre alta 30 metri (visitabile) del castello, smantellato già nel XVIII secolo. In estate è possibile visitarne anche i sotterranei. Anche questo polo fa parte dei "Castelli Aperti".

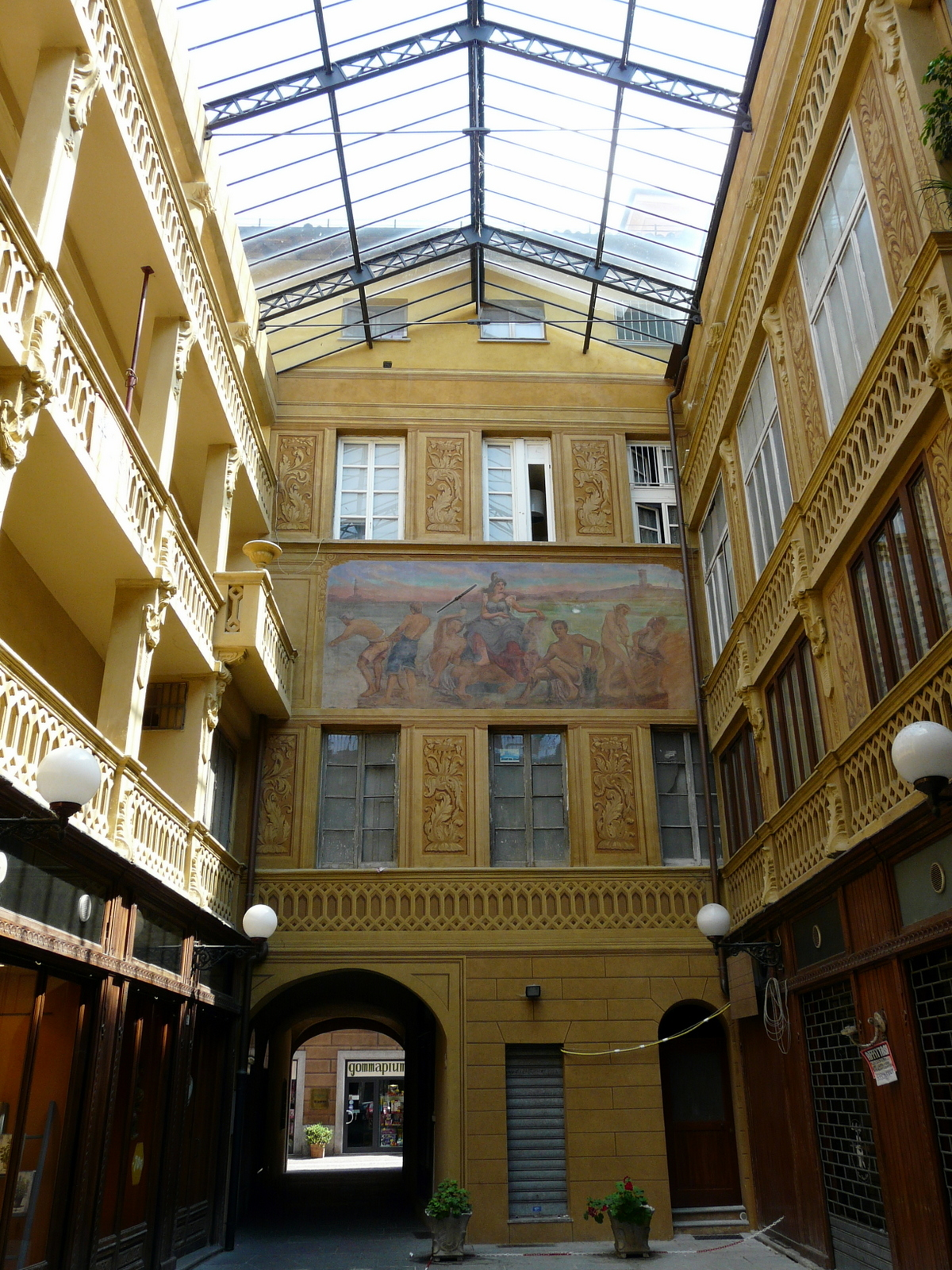
Galleria Perelli

## Società

### Evoluzione demografica
Abitanti censiti

Il massimo numero di residenti raggiunto dalla città è stato pari a 33 098 abitanti, nel 1970.

### Etnie e minoranze straniere
Al 31 dicembre 2023 gli stranieri residenti sono 3 874, pari al 13,98% della popolazione. Le nazionalità maggiormente rappresentate sono:
- Romania, 896
- Albania, 651
- Marocco, 562
- Ecuador, 354
- Cina, 192
- Ucraina, 113
- Nigeria, 97
- Pakistan, 62
- India, 59
- Filippine, 53
- Moldavia, 53

### Religione
Novi fa parte dell'antica diocesi di Tortona, a sua volta compresa nella Regione ecclesiastica Liguria.
Un comitato è stato creato con lo scopo di sensibilizzare l'opinione pubblica e le istituzioni civili e religiose per aprire un dibattito su una possibile futura erezione della diocesi di Novi Ligure.

## Cultura

### Istruzione

#### Biblioteche

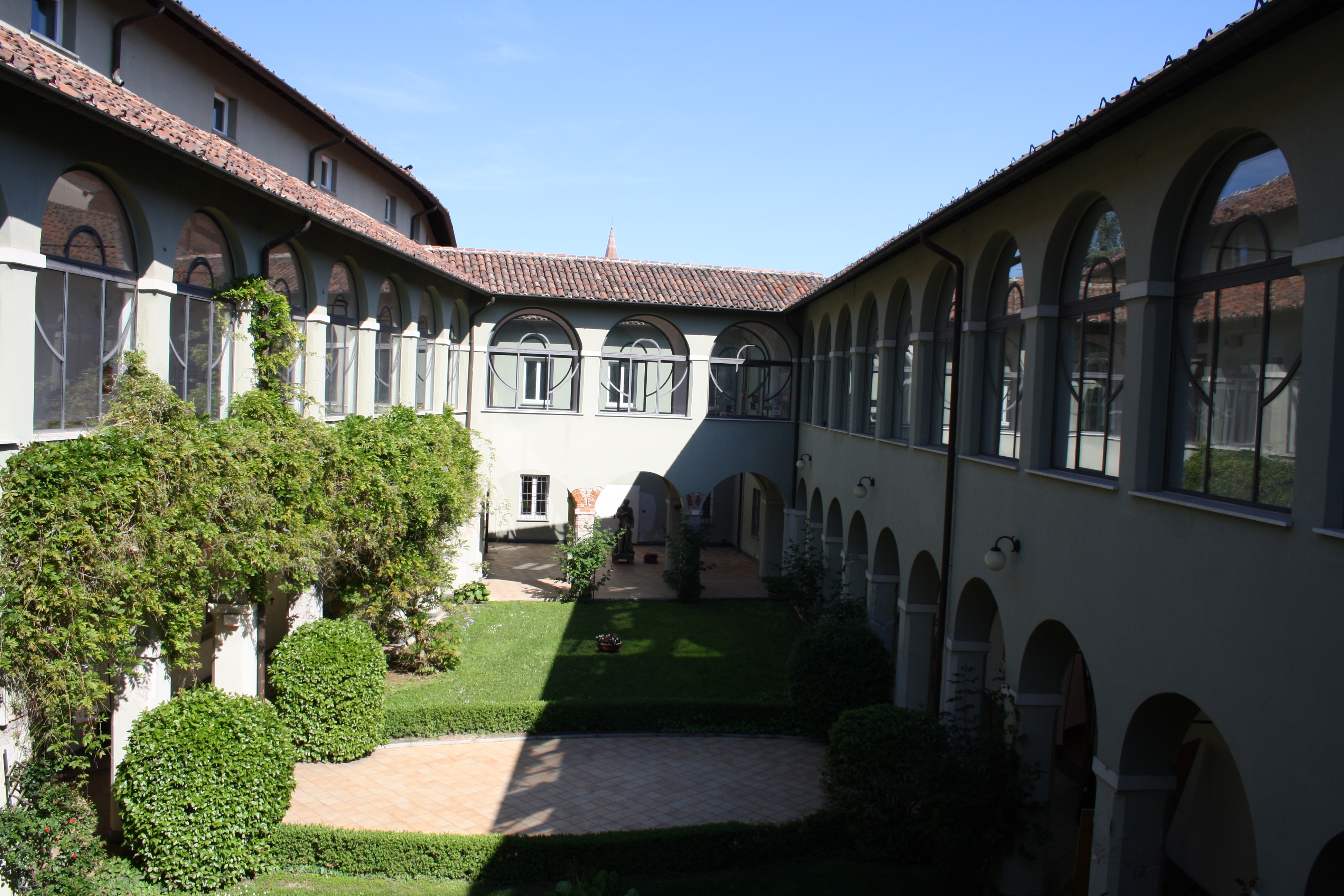
Il chiostro della Biblioteca civica di Novi Ligure

La Biblioteca civica di Novi Ligure, costituita nel 1833, possiede un consistente patrimonio librario, valutabile in circa novantamila volumi, tra i quali figurano anche diversi periodici e quotidiani. La biblioteca possiede inoltre un considerevole numero di volumi antichi e ristampe di antichi testi, consultabili soltanto in sede.
L'attuale sede bibliotecaria, inaugurata nel 1999, è stata ricavata dalla riconversione di un ex convento seicentesco delle Clarisse, nel centro storico. La struttura possiede una sala di accoglienza, una sala prestiti, una sala consultazione e studio, una sala ragazzi, una sala bambini, l'emeroteca e un fondo antico con la saletta cinquecentine. Sono presenti inoltre alcuni computer per il collegamento ad internet e una postazione informatica riservata agli ipovedenti. Site al pian terreno vi sono una sala conferenze e un auditorium nei quali si svolgono durante l'anno diverse manifestazioni, quali presentazioni di nuovi volumi, mostre, incontri culturali, convegni, matrimoni e funerali civili, concerti e spettacoli teatrali.
La biblioteca ospita anche il Centro comunale di cultura "G.Capurro" e la sede cittadina de "Il punto giovani".
Nel dicembre 2003 è stata riconosciuta dalla Regione Piemonte quale "Biblioteca Centro Rete" del sistema bibliotecario e archivistico novese.

#### Scuole
Novi Ligure è sede dei seguenti istituti scolastici statali, aderenti al ciclo scolastico della scuola secondaria di secondo grado:
- Liceo Scientifico "E. Amaldi", che offre quale offerta formativa i corsi tradizionali: scientifico (diploma Liceo Scientifico propriamente detto o tradizionale, diploma Liceo delle Scienze applicate e diploma Liceo Scientifico Sportivo) e linguistico (diploma Liceo Linguistico).
- Liceo Classico "A. Doria", sede distaccata del Liceo Amaldi, che offre quale offerta formativa i corsi tradizionali: classico (diploma Liceo Classico) e umanistico (diploma Liceo delle Scienze Umane).
- Istituto Tecnico Ciampini-Boccardo, che offre quale offerta formativa i corsi: Agraria, Chimica, Elettronica, Meccanica, Amministrazione, Finanza e Marketing, Turismo, Servizi Commerciali ed Enogastronomia.

### Musei
- Museo dei campionissimi: è stato inaugurato nel 2003 e deve il suo nome al soprannome con cui venivano chiamati i due grandi ciclisti di origine novese, Costante Girardengo e Fausto Coppi (quest'ultimo in realtà nato a Castellania). Si tratta di una vasta esposizione di 3000 m² dedicata alla storia della bicicletta, del ciclismo agonistico e alle figure dei due campioni novesi, nella quale spesso è possibile ascoltare conferenze e concerti. Nel centro fieristico a fianco della struttura si svolgono anche importanti manifestazioni periodiche (in particolare Dolci terre di Novi, rassegna annuale enogastronomica e di promozione dei prodotti locali nel mese di dicembre) e mostre temporanee, oltre che eventi di tipo musicale.
- Museo dell'apicoltura: è stato inaugurato il 20 aprile 2016 al Maglietto, in frazione Merella, a seguito della donazione di attrezzatura apistica al comune di Novi Ligure da parte di Amelia e Giacomo Bisio, apicoltori locali.

### Teatro
In città sono presenti due teatri: l'ottocentesco "Teatro Romualdo Marenco", inaugurato nel 1839 come "Teatro Carlo Alberto", e il moderno "Teatro Paolo Giacometti" (ex teatro Ilva), dedicati rispettivamente al compositore e al drammaturgo di comune origine novese.
Al "Romualdo Marenco", terminato il recupero architettonico-funzionale nell'estate del 2019, e al "Paolo Giacometti" sono messi in scena spettacoli teatrali durante tutto l'anno.

### Cinema
La città, a partire dal 1º febbraio 2018, è di nuovo provvista di un cinema, il "Multisala Moderno", che comprende tre sale da circa 140 posti l'una ed è stato riaperto dopo una decina di anni di inattività.

### Media

#### Stampa ed editoria
Nel territorio comunale hanno sede due redazioni della carta stampata locale, ovvero i settimanali Il Novese e Panorama di Novi, oltre che tre quotidiani online, ossia Novionline, a cura dei giornalisti de Il Novese, Il Moscone e L'inchiostro fresco (precedentemente distribuito mensilmente in edizione cartacea).

## Gastronomia e tradizioni locali

### Cucina
La cucina locale si caratterizza principalmente per l'essere molto influenzata da quella ligure ma risente anche di contaminazioni tipicamente piemontesi e in particolare monferrine.
Di radice genovese sono infatti la farinata e la focaccia mentre di provenienza sabauda sono gli agnolotti e i prodotti a base di carni: Novi Ligure può essere identificata a pieno titolo come crocevia di queste due culture gastronomiche.

#### Prodotti tipici
- Canestrelli novesi
- Ceci di Merella
- Corzetti
- Farinata
- Focaccia novese

#### Vini
- Cortese di Gavi DOCG
- Nibiò

### Eventi
- Festa di Santa Caterina. Svoltasi a partire dal 1607, la ricorrenza si celebra il 25 novembre con una fiera che dura tre giorni, coinvolge le vie centrali della città e offre la possibilità di comprare, tra le altre cose, i prodotti tipici della zona, come il torrone.
- Dolci Terre di Novi, istituita nel 1995[25], manifestazione annuale incentrata sulla produzione enogastronomica di Novi Ligure e del Novese, e più in generale del Basso Piemonte, si svolge nel primo fine settimana di dicembre, nel centro fieristico "Dolci Terre", una struttura ricavata dalla riqualificazione di un antico edificio industriale, contiguo al Museo dei Campionissimi. Ogni edizione ruota attorno ad un particolare prodotto della zona.
- Novi Choco Days. Manifestazione che consiste nell'esposizione e nella vendita di prodotti riguardanti il cioccolato nel secondo weekend di ottobre.
- Mastro artigiano. Mostra-mercato dell'artigianato piemontese d'eccellenza che si tiene nel centro fieristico "Dolci terre" nel terzo weekend di ottobre (a partire dal 2017).
- Novinfiore. Mostra-mercato di piante e fiori che si svolge a partire dal 2014 nel centro storico della città nell'ultimo weekend di aprile.
- Concorso Internazionale di Composizione per Banda Romualdo Marenco, istituito dal Comune nel 2002[26] e dedicato al compositore novese. Ha luogo a inizio settembre ma la premiazione si tiene a giugno dell'anno successivo, con la quale si inaugura una stagione di concerti che dura fino a metà settembre.

## Geografia antropica

### Urbanistica
Nell'immagine: una casa di terra, o "trunera", a San Giuliano Nuovo.
Una presenza tipica del panorama rurale del territorio di Novi Ligure è rappresentato dalle tradizionali "case di terra" (o "trunere" come vengono chiamate localmente), che ancora si ritrovano soprattutto nella piana antistante la città. Si tratta di antichi edifici ad uso abitativo o agricolo, costruiti secondo il tradizionale impiego di terra cruda addizionata talvolta con la paglia. Un tempo abbattute per far posto a più moderne strutture in muratura, vengono ormai da alcuni anni considerate un patrimonio della tradizione locale da salvaguardare e recuperare.
Sebbene tale usanza sia presente anche in alcune realtà circostanti, Novi Ligure è l'unico comune piemontese, nonché dell'Italia settentrionale, a far parte dell'"Associazione Nazionale dei Comuni della Terra Cruda".

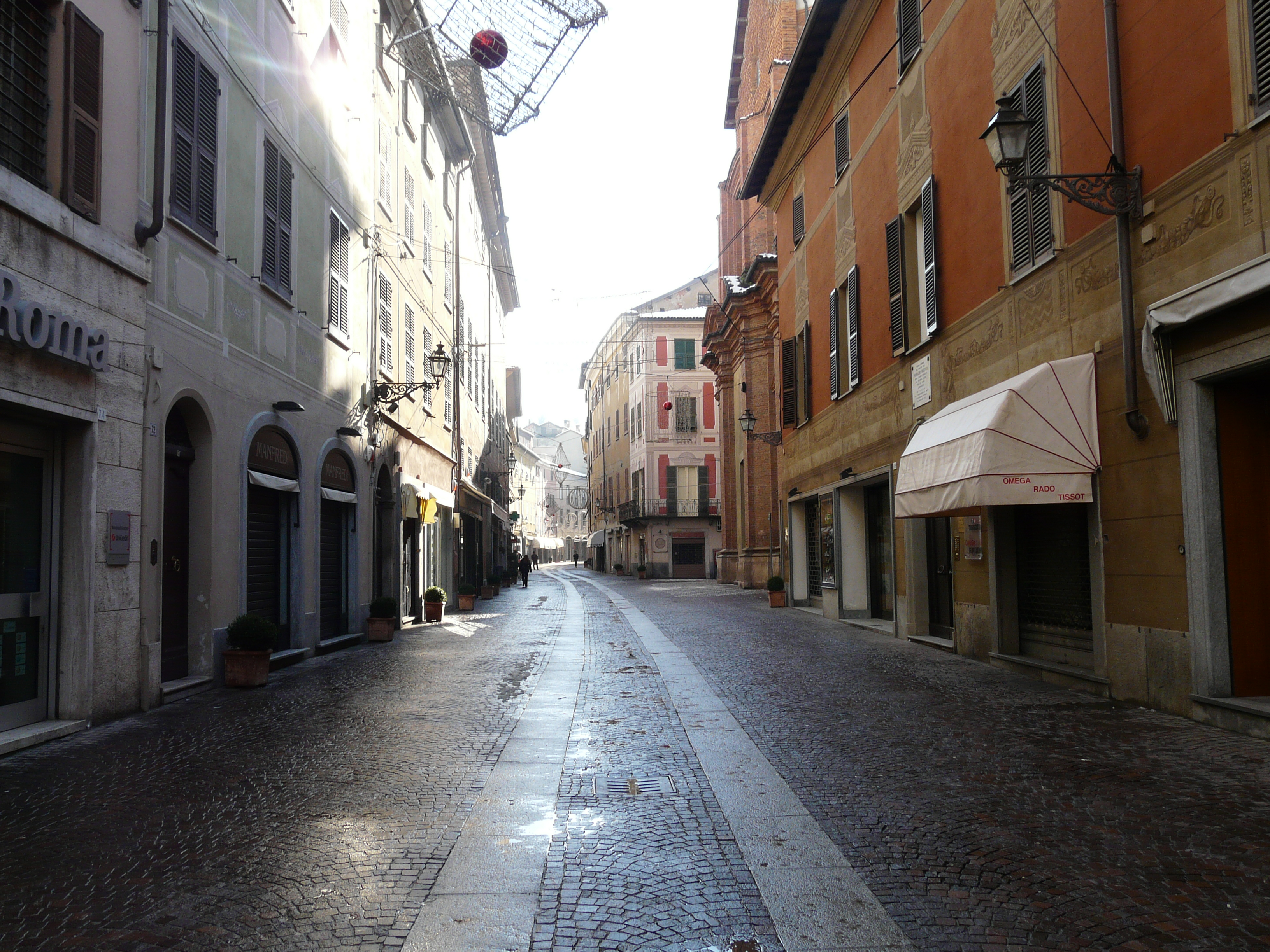
Scorcio di via Nicolò Girardengo, la principale del centro storico.

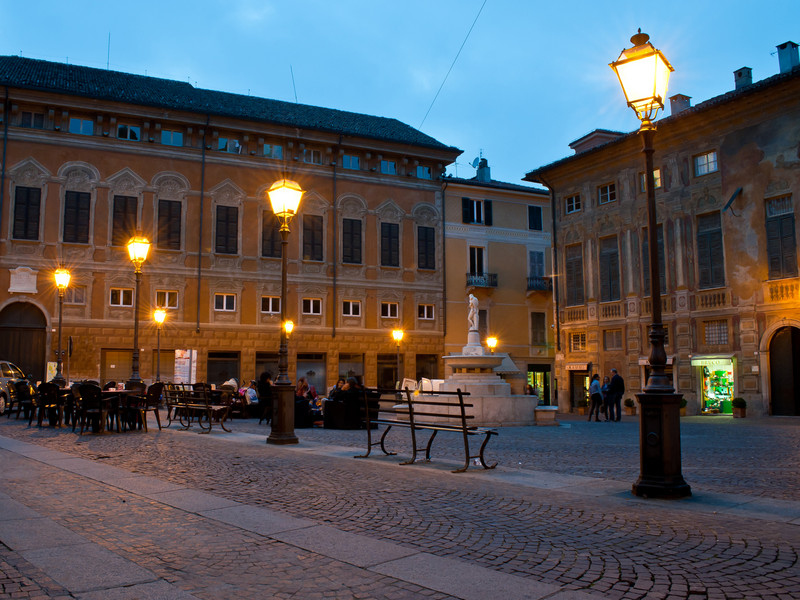
Piazza Dellepiane la sera.

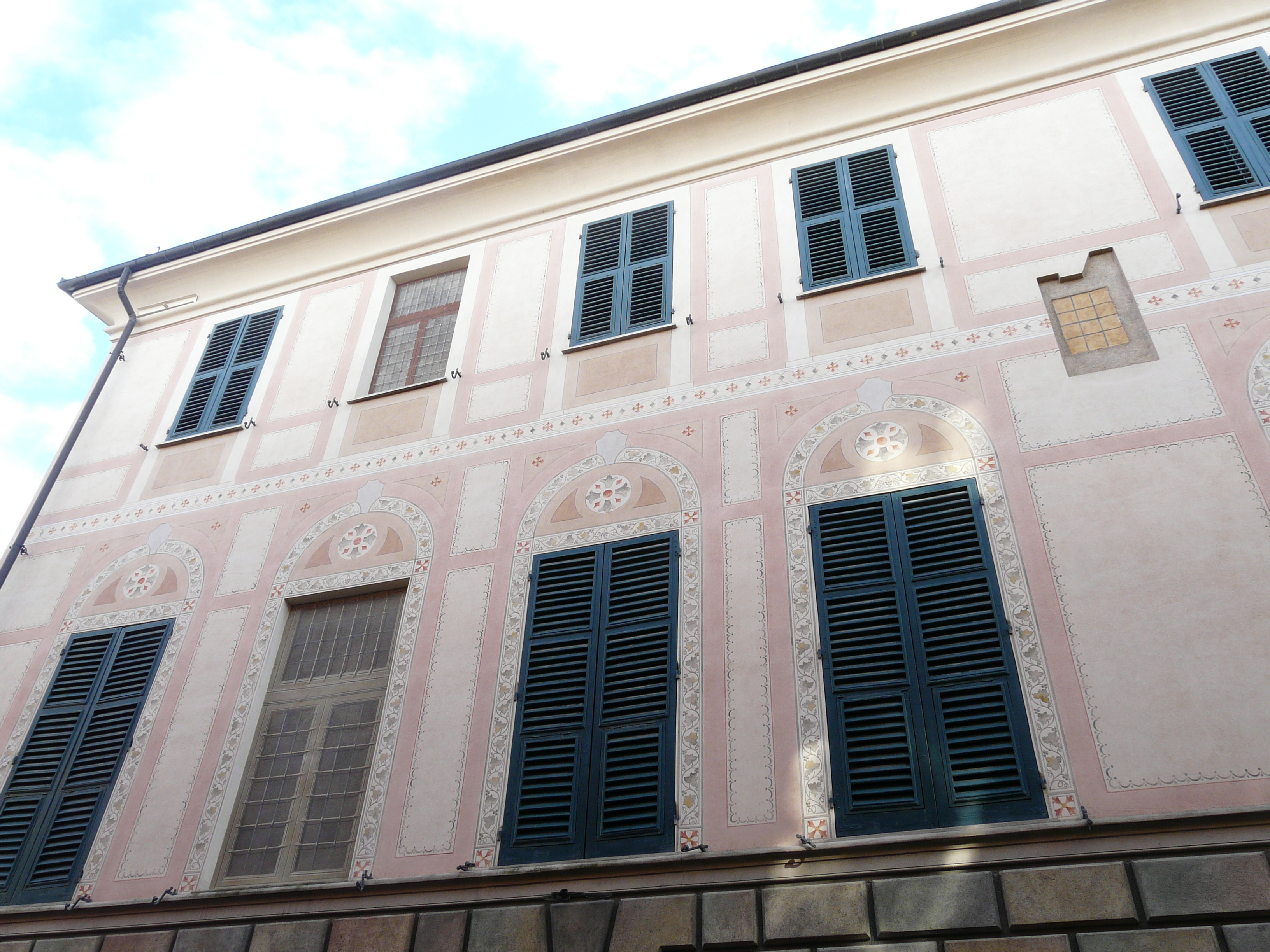
Palazzo Cassissa.

Novi è costituita da un impianto urbanistico che ne riflette le varie vicende storiche e lo sviluppo economico-sociale.
Il centro storico, dominato dalla collina su cui sorge la torre del castello - cuore della città, si sviluppa attorno alla centrale piazza Delle Piane attraverso un intricato sistema di vie e vicoli che rispecchia l'origine medievale dell'antico borgo chiuso dalle mura. Proprio la disposizione irregolare dell'impianto medievale rende quasi svincolato dal punto di vista urbanistico il centro storico dai più recenti quartieri otto-novecenteschi adiacenti ad esso.
La città conserva parzialmente l'immagine dell'originario abitato fortificato, nonostante l'abbattimento di gran parte delle antiche mura (avvenuto nel XIX secolo per permettere l'espansione dell'abitato) sono sopravvissuti il tratto meridionale delle stesse e alcuni torrioni. Prima del parziale abbattimento esistevano solo quattro porte poste in corrispondenza delle principali direttrici, che garantivano l'ingresso in città: porta Genova (in direzione del capoluogo ligure, a sud), porta Pozzolo (in direzione Alessandria e Milano), porta dello Zerbo (in direzione Serravalle Scrivia, ad est) e porta della Valle (in direzione di Ovada, ad ovest).
Sul finire del XIX secolo, sotto l'operato di grandi imprenditori e industriali locali quali Edilio Raggio e Ambrogio Dellachà, Novi vede espandere drammaticamente la propria importanza con l'arrivo della siderurgia e della ferrovia, diventando uno dei poli della nascente industria italiana. In questo periodo e durante i successivi primi decenni del Novecento nascono i primi quartieri al di fuori dei bastioni, caratterizzati da strade larghe e rettilinee, parallele e perpendicolari tra loro. Lo sviluppo edilizio si arresta solo nei momenti delle due guerre mondiali, per poi riprendere in modo vigoroso durante il periodo del cosiddetto "miracolo economico", con la creazioni di nuovi quartieri, costruiti per ospitare le famiglie dei numerosi migranti giunti in città per lavorare nelle industrie, che includono di fatto le antiche costruzioni di campagna quali la pieve di Santa Maria nel tessuto urbano cittadino.
Gli ultimi anni del XX secolo vedono l'avvio di importanti progetti tesi a riqualificare vecchie zone industriali ormai abbandonate e aree urbane mal utilizzate per riconsegnarle alla cittadinanza in una nuova veste funzionale. I maggiori interventi che tuttora sono in fase di realizzazione includono la riqualificazione e ripavimentazione del centro storico e l'edificazione del nuovo quartiere (Euronovi) nella grande area occupata un tempo dalla vecchia ferriera.

### Frazioni
Le due frazioni del comune sono la Barbellotta e la Merella, entrambe nate anticamente quali realtà agricole distaccate dal centro della città.

### Località
Esiste un'area rurale, non riunita in frazione, comunemente denominata Basso Pieve dislocata lungo la strada provinciale per Cassano Spinola, formata da un cospicuo numero di case e fattorie sparse nella piana alluvionale.

### Quartieri
- Centro Storico: sito nella parte meridionale della città, le sue arterie principali, fulcro della vita novese, sono piazza Dellepiane, via Girardengo e via Roma;
- Euronovi: quartiere sorto dalle ceneri della vecchia Ilva, ad ovest, è ancora in fase di completamento. Sede del centro fieristico, del Museo dei Campionissimi e di centri commerciali;
- G1: situato a nord ovest della città, ospita lo stadio Costante Girardengo, diverse scuole e circoli e un complesso di case popolari;
- G3: quartiere residenziale situato nella parte alta della città;
- Lodolino: altro quartiere residenziale, a sud est della città. Qui si è consumato il delitto di Novi Ligure il 21 febbraio 2001;
- Pieve: antico borgo ottocentesco, situato ad est della città, deve il suo nome alla chiesa della Pieve, la più antica di Novi; la zona è interessata dal percorso del Terzo valico;
- "Mutua": zona situata a nord della città, chiamata così dai Novesi vista la presenza degli uffici ASL, quartiere residenziale in espansione, ospita l'Ippodromo Corrado Romanengo.

## Economia

### Agricoltura
L'agricoltura estensiva fu fino alla prima metà del XIX secolo l'attività economica predominante del territorio novese.
L'area più intensamente coltivata è la porzione pianeggiante del territorio comunale, dove i campi sono prevalentemente dedicati alla produzione cerealicola, in particolare di grano e mais. Di dimensioni minori è la produzione tipica del cece di Merella, nell'omonima frazione.
Il territorio collinare è invece un'area prevalentemente dedita alla selvicoltura e viticoltura, Novi Ligure è infatti zona vinicola, ove viene prodotto il Gavi o Cortese di Gavi DOCG, nonché socia dell'Associazione Nazionale Città del Vino.
Storicamente rilevante fu la bachicoltura e la contestuale coltivazione del gelso, albero ancora diffuso tra gli appezzamenti di terreno della campagna, detto nel dialetto locale "Morone", per via delle grosse bacche simili appunto a more. 

### Industria
Novi Ligure è un importante centro industriale, sul cui territorio hanno sede molte aziende e stabilimenti. Il settore secondario, tradizionalmente cruciale per l'economia cittadina, è caratterizzato dalla presenza dell'industria agroalimentare e dolciaria, farmaceutica e pesante. Forte è anche la presenza, insieme ai grandi stabilimenti, della piccola e media impresa. Ad est (lungo le direttrici per Ovada e Bosco Marengo) e ad ovest (lungo le direttrici per Alessandria e Serravalle Scrivia) si sono sviluppate grandi aree industriali, ricche di imprese e capannoni. Nei dintorni della città, inoltre, vi sono altre zone industriali di notevole importanza, come quelle di Basaluzzo, Pozzolo Formigaro, Cassano Spinola, Stazzano e Serravalle Scrivia.

#### Industria alimentare

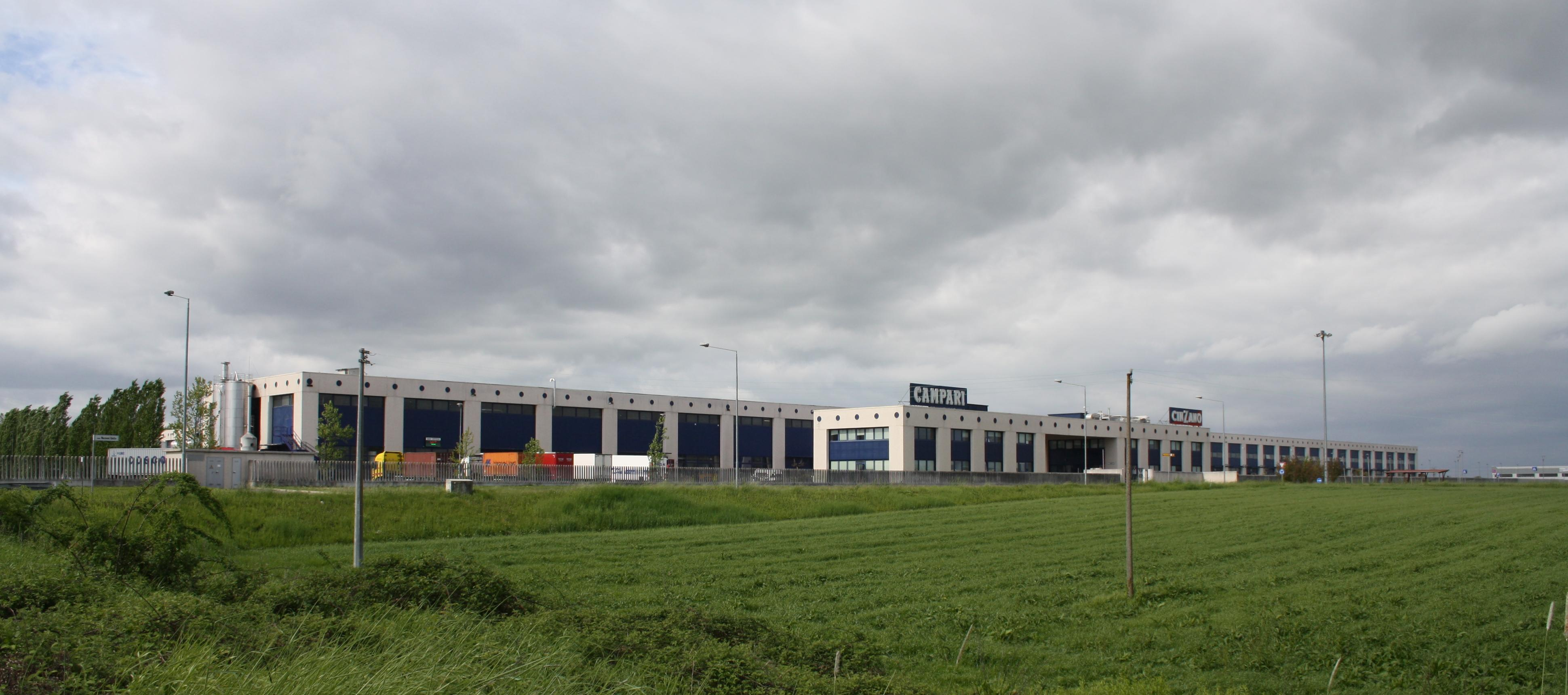
Lo stabilimento Campari a Novi Ligure

L'industria alimentare conta un numero cospicuo di aziende, prevalentemente dedite alla produzione dolciaria. Tra quelle alimentari che operano in altri ambiti è da ricordare il gruppo Cinzano-Campari, che a Novi possiede il suo principale stabilimento, inaugurato nella primavera del 2004 alle porte della città.

##### Polo dolciario novese
Nel 1996 si è costituito un vero e proprio polo dolciario, che raggruppa le industrie dolciarie del Novese. Le principali realtà dolciarie presenti sul territorio comunale sono:
- la Novi, costituitasi nel 1903, importante produttrice di cioccolato a livello nazionale e parte del gruppo Elah Dufour;
- il gruppo Elah Dufour, che produce diversi tipi di caramelle tra cui le Big Fruit e diversi prodotti per la preparazione casalinga dei dolci (budini, crème caramel);
- la Pernigotti, nata nel 1860, produttrice di cioccolato, specializzata nei preparati per gelateria e pasticceria;
- la Gambarotta, industria dolciaria specializzata in produzione di cioccolato e dolci;
- la Bodrato, trasferitasi in città nel 2015 dal vicino comune di Capriata d'Orba, produttrice di cioccolato;
- la Serra Industria Dolciaria, produttrice di caramelle dure, ripiene, toffee e gomma da masticare.

Completa il panorama delle industrie dolciarie la Mangini, produttrice di caramelle e bonbons situata a Bosco Marengo, ma importante a livello del territorio novese.

#### Industria pesante

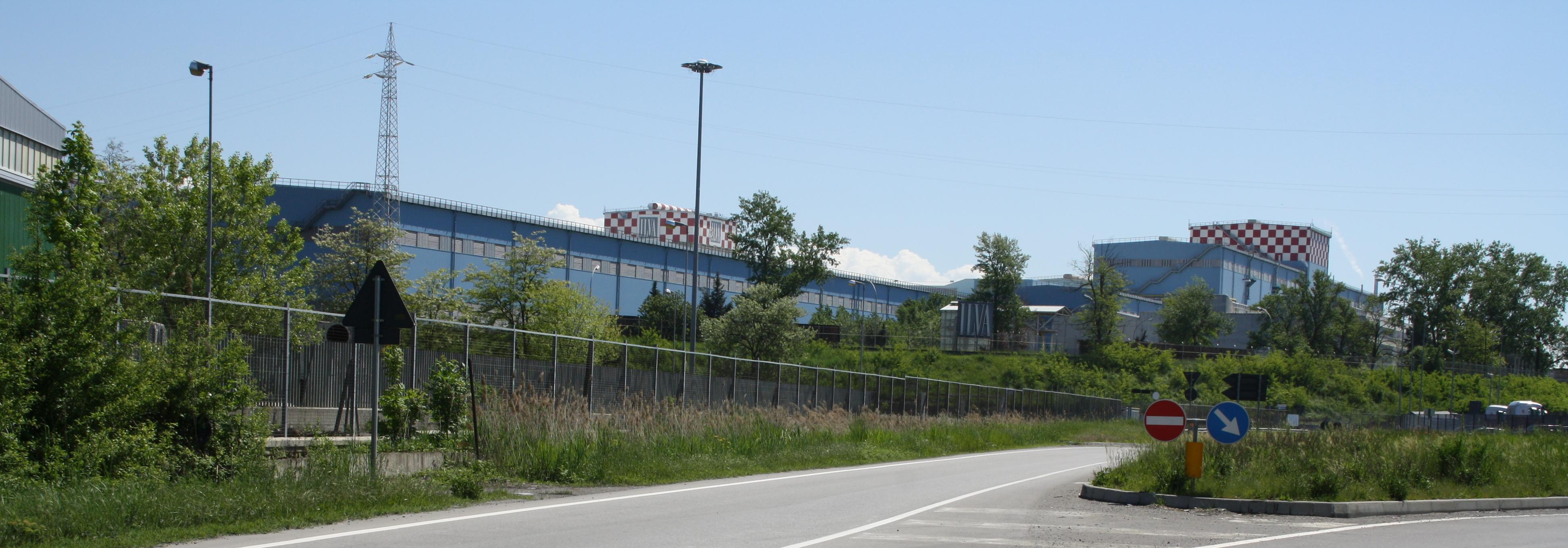
Lo stabilimento ILVA di Novi Ligure

Nell'area industriale posta a nord ovest della città si trovano industrie siderurgiche, metallurgiche e meccaniche. Le maggiori sono:
- la Baglietto[29], produttrice di acciai navali;
- l'Acciaieria di Novi Ligure, prima parte del Gruppo Riva, ora stabilimento del Gruppo Ilva specializzato nella realizzazione di laminati piani;
- la Italcementi, presente con uno stabilimento;
- la Valditerra[30], che si occupa di lavori ferroviari.

#### Industria farmaceutica
Le seguenti aziende novesi sono attive nel settore farmaceutico:
- la Bioindustria;
- l'Euritalia.

### Servizi
Il commercio è un'altra importante componente dell'economia cittadina, caratterizzata per la presenza di molte attività commerciali (concentrate prevalentemente nel centro storico), vari discount e supermercati e di un ipermercato del gruppo Bennet.
In città vi sono 19 sportelli bancari, approssimativamente uno ogni 1 500 abitanti.
Tra i servizi si annovera anche l'ospedale "San Giacomo".

## Infrastrutture e trasporti

### Strade
La città è un importante nodo stradale, in quanto porta per Genova e la Liguria dell'intero Piemonte Orientale. È inoltre il punto di partenza della ex Strada statale 211 della Lomellina, che la collega a Novara; la strada statale 35 bis dei Giovi, che costituisce la tangenziale nel lato est del tessuto urbano, la congiunge invece ad Alessandria e alla vicina Serravalle Scrivia, in direzione Genova.
La Strada Provinciale "35 Ter", recentemente costruita, collega la parte sud est di Novi con il casello autostradale di Serravalle: la nuova strada è stata ideata come variante alla 35 Bis tra Novi e Serravalle.
Sono poi numerosi i collegamenti con i comuni del Novese, attraverso strade provinciali che si dirigono verso Gavi e la Val Lemme; la SP 155 unisce la città con Ovada e Acqui Terme, con la SP 160 (che parte dalla vicina Basaluzzo) è collegato al comune di Voltaggio e al passo della Bocchetta.
Nel territorio comunale passano due strade europee, la E25 e la E62.
Novi è collegata alla rete autostradale attraverso il casello omonimo posto sulla bretella A26-A7; è servita anche dal casello di Serravalle sulla A7, posto a pochi chilometri a sud della città, soprattutto per chi si dirige o arriva da Genova Centro.

### Ferrovie
La città è servita da una stazione ferroviaria, sita in pieno centro cittadino a servizio della ferrovia Torino – Genova e della linea Tortona – Novi Ligure, che fino all'apertura del percorso più diretto da Tortona costituiva parte dell'itinerario Milano-Genova.
In località San Bovo si trova una piattaforma logistica ferroviaria comprensiva di stazione ferroviaria dedicata, costruita nel 1885 (al tempo chiamata "il parco dei vagoni"). Il parco era capace di ospitare 500 carri e aveva annesso una rimessa per 18 locomotive con piattaforme girevoli. Fu il primo nel mondo ad essere illuminato per poter essere operativo anche di notte, nel 1891, arrivando a movimentare giornalmente 2400 carri merci.
Novi Ligure è interessata dal progetto del cosiddetto "terzo valico dei Giovi", una nuova linea prevalentemente in galleria destinata a collegare la città di Genova con la pianura padana, della quale sono in corso i lavori di costruzione.

### Mobilità urbana
L'azienda locale di trasporto pubblico è il CIT, Consorzio Intercomunale Trasporti, che gestisce sia tratte urbane che extraurbane che collegano Novi ai comuni circostanti. La città è servita anche dall'ARFEA e dalla Autolinee Val Borbera, che si occupano dei collegamenti con i comuni della provincia di Alessandria e della Val Borbera rispettivamente.
Dal 2 ottobre 1881 al 5 maggio 1953 Novi Ligure era servita anche dalla tranvia per Ovada, con diramazione ferroviaria Basaluzzo-Frugarolo, esercitata dalla società Ferrovia della Val d'Orba.

## Amministrazione
Di seguito è presentata una tabella relativa alle amministrazioni che si sono succedute in questo comune.
| Periodo        | Periodo        | Primo cittadino              | Partito                                                    | Carica                  | Note   |
| -------------- | -------------- | ---------------------------- | ---------------------------------------------------------- | ----------------------- | ------ |
| 8 agosto 1985  | 22 giugno 1990 | Mario Angeli                 | Partito Socialista Italiano                                | Sindaco                 | [ 32 ] |
| 22 giugno 1990 | 24 aprile 1995 | Mario Angeli                 | Partito Socialista Italiano                                | Sindaco                 | [ 32 ] |
| 28 aprile 1995 | 14 giugno 1999 | Mario Lovelli                | Partito Democratico della Sinistra Democratici di Sinistra | Sindaco                 | [ 32 ] |
| 15 giugno 1999 | 14 giugno 2004 | Mario Lovelli                | Democratici di Sinistra                                    | Sindaco                 | [ 32 ] |
| 14 giugno 2004 | 23 giugno 2009 | Lorenzo Enrico Robbiano      | Partito Democratico                                        | Sindaco                 | [ 32 ] |
| 23 giugno 2009 | 11 giugno 2014 | Lorenzo Enrico Robbiano      | Partito Democratico                                        | Sindaco                 | [ 32 ] |
| 10 giugno 2014 | 11 giugno 2019 | Rocchino Muliere             | Partito Democratico                                        | Sindaco                 | [ 32 ] |
| 11 giugno 2019 | 4 luglio 2022  | Gian Paolo Cabella           | Centro-destra                                              | Sindaco                 | [ 32 ] |
| 4 luglio 2022  | 29 maggio 2023 | Paolo Giuseppe Alfredo Ponta | -                                                          | Commissario prefettizio | [ 32 ] |
| 29 maggio 2023 | in carica      | Rocchino Muliere             | Partito Democratico                                        | Sindaco                 | [ 32 ] |

### Gemellaggi
- Marignane
- Sorbiers, dal 2008[34]
- Elbasan, dal 2009[35]
- Bicester, dal 2010[36]

## Sport

### Atletica
La società di atletica, l'Atletica Novese, è attiva dal 1972, da allora è sempre stato un punto di appiglio per tutti i novesi che vogliano praticare del sano sport o anche solo avvicinarsi al mondo dell'atletica. Novi ha anche goduto di grandi campioni come il celebre maratoneta Renato Martini che ai Giochi della XX Olimpiade, tenutisi a Monaco di Baviera, ha conquistato la 24ª posizione. Ha anche vinto e titoli italiani. 

### Calcio
La principale squadra di calcio è la Novese, fondata nel 1919, il cui maggior successo è costituito dalla vittoria dello scudetto nella stagione 1921-1922.
Tra le altre società calcistiche locali si citano l'Aquanera Comollo Novi (fallita nel 2012 e mai andata oltre la Serie D), la G3 Real Novi e la Tiger Novi (ambedue storicamente militanti nelle divisioni dilettantistiche regionali e provinciali).
La maggiore infrastruttura calcistica cittadina è lo stadio Costante Girardengo.
Nel calcio femminile la squadra della città è la Novese Calcio femminile che attualmente milita in Serie B.

### Ciclismo

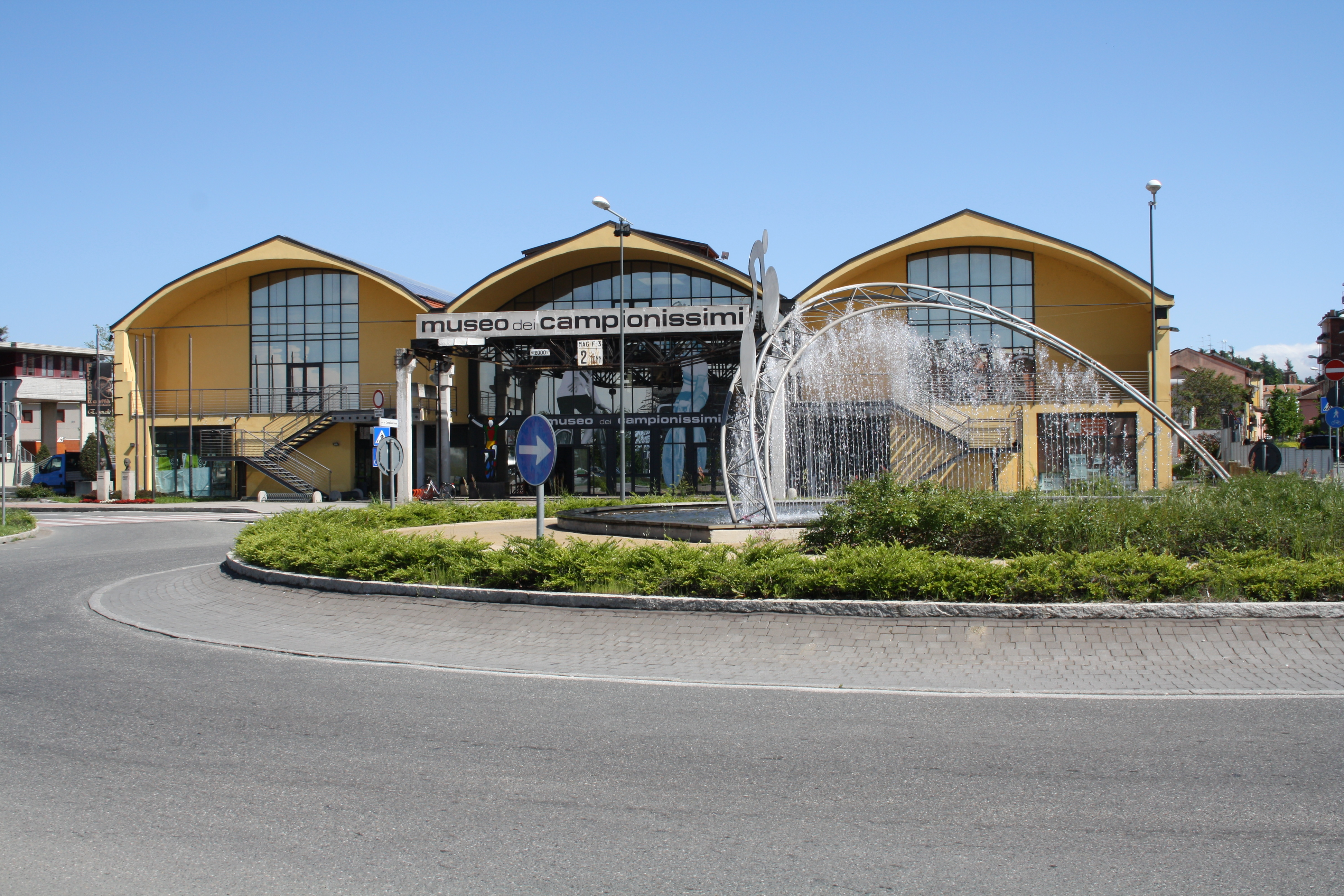
Il "museo dei campionissimi"

La località è legata al ciclismo da sempre. Punto di passaggio costante della Milano-Sanremo, nel 2007 Novi ha ospitato il campionato italiano di ciclismo su strada. Nel 2003 è stato inaugurato il museo dei campionissimi, dedicato a questo sport.
Per quanto riguarda invece le gare a tappe, il comune è stato spesso interessato sia dallo storico Giro dell'Appennino che dal Giro d'Italia, di cui sono da ricordare le edizioni:
- 1965, la 14ª tappa si conclude a Novi, da cui parte la 15ª, con la vittoria di Danilo Grassi.
- 1978, la 1ª tappa si conclude a Novi, da cui parte la 2ª, con la vittoria del belga Rik Van Linden.
- 2004, la 2ª tappa parte il 10 maggio davanti al Museo dei Campionissimi, e termina a Pontremoli con la vittoria di Damiano Cunego.
- 2010, la 5ª tappa si conclude a Novi in Viale della Rimembranza, il 13 maggio, con la vittoria del francese Jérôme Pineau.
- 2019, l'11ª tappa si conclude a Novi con la vittoria dell'australiano Caleb Ewan.

### Ginnastica artistica
La società di ginnastica Forza e Virtù nel 2011 ha conquistato la promozione in serie A1; raccoglie ginnaste di interesse nazionale come Arianna Rocca. Nel 2012, per celebrare i 120 anni di vita della società è stato assegnato il premio Torre d'Oro 2012, ed è stato realizzato un annullo filatelico.

### Altri sport

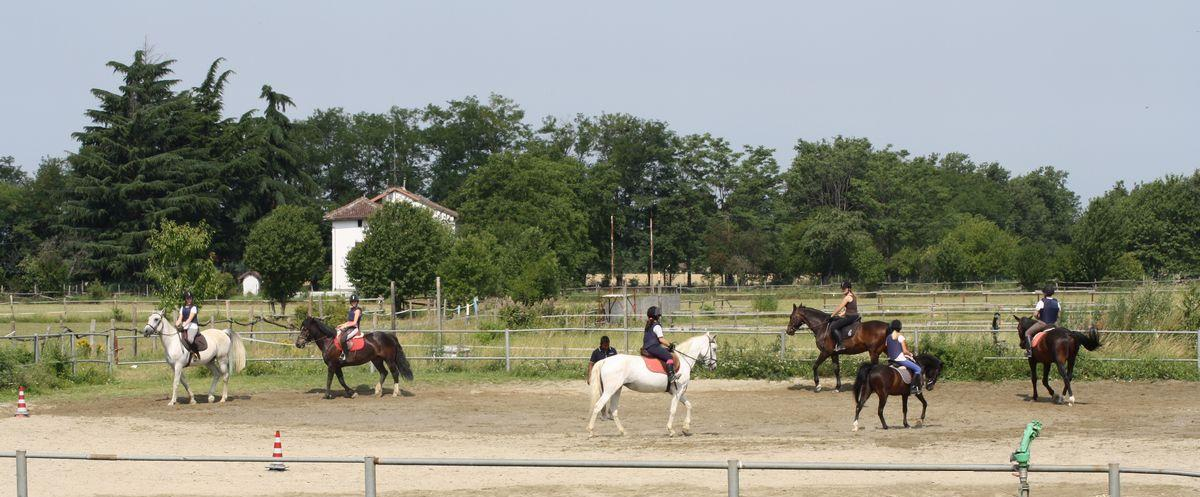
Lavoro in campo in maneggio

Il badminton è molto frequentato nel comune. L'associazione sportiva Boccardo Badminton Novi partecipa al campionato di serie A ed è la seconda società d'Italia per quanto riguarda i risultati ottenuti e la rappresentanza alle votazioni federali.
Altre società presenti nel comune sono: la Mangini Novi nella serie B1 di pallavolo maschile e l'omologa femminile Aedes Novi che partecipa al torneo di Serie B1; nonché la società Novi Hockey di hockey in-line la quale da qualche anno a questa parte milita in Serie C. Inoltre è presente una squadra di basket Basket Novi 1980, che milita in serie D.
Presente dal 2004 Aquarium gestisce la piscina coperta da 25 metri e la piscina olimpionica estiva, dove si allena la squadra agonistica con successi a livello regionale.
Presso l'Aeroporto di Novi Ligure ha sede l'Associazione Sportiva di volo a vela A.s.d. Voloavelanovi.
A Novi Ligure si trova l'Ippodromo Corrado Romanengo, dove hanno avuto luogo le competizioni fino al 2004; è presente inoltre la Scuderia La Bellaria, che svolge attività equestri.
Nel 2011 è stato rifondato il "Rugby Novi ASD", la prima squadra milita nel campionato di serie C2 nel girone piemontese.